# Teamlog
Teamlog était une société de services en ingénierie informatique installé sur Inovallée et créée en 21 janvier 1991 par Robert Morin et Georges Baume, cotée en bourse en 1998. 

## Histoire
Après avoir été cotée en bourse en bourse en 1998, le cours de l'action est cité comme "stable" à 22 euros, notamment dans Le Monde en 2002 ; Teamlog en profite pour transformer ses obligations convertibles en actions en réduisant le délai d'option initial. Après cette opération, le cours de Teamlog chute et restera définitivement stable à près de 4 euros.
En 2004, Robert Morin observe que l'endettement énorme de Teamlog à 44 millions d'euros l'a vraisemblablement préservé du dépôt de bilan : Teamlog était too big to fail pour que le pool bancaire lâche l'entreprise.  
En 2006, TEAMLOG réalise 156 millions d′euros de chiffre d′affaires, compte environ 2 000 collaborateurs et dispose une dizaine d'implantations en France, ainsi qu′à Barcelone, Madrid, Londres et Montréal.
Lors du rachat de Teamlog en 2006, une liquidation amiable de 25 millions d'euros de dettes auprès des banques aurait été négociée  par le groupe Open[citation nécessaire].
En décembre 2008, le groupe Open a fusionné définitivement avec Teamlog.